# Nicolaas Jacobus van Warmelo (linguiste)
Pour les articles homonymes, voir Nicolaas Jacobus van Warmelo.
Nicolaas Jacobus van Warmelo, né à Pretoria le 28 janvier 1904, mort en 1989, est un linguiste, anthropologue et ethnologue sud-africain.

## Ouvrages principaux
- N.J. van Warmelo, Tshivenḓa–English Dictionary, Pretoria, Government Printer, coll. « Department of Native Affairs, Ethnological Publications » (no VI), 1937
- N.J. van Warmelo, Teo dza Tshivenḓa : Venda Terminologie — Venda Terms, Pretoria, Government Printer, coll. « Department of Native Affairs, Ethnological Series » (no 39), 1958
- (en) N.J. van Warmelo, Anthropology of southern Africa in periodicals to 1950 : an analysis and index, Johannesbourg, Witwatersrand University Press, 1977, 1484 p. (ISBN 0-85494-378-1)
- N.J. van Warmelo, Venda Dictionary : Tshivenḓa–English, Pretoria, J.L. van Schaik, 1989, 490 p. (ISBN 0-627-01625-1)